# Streitkräfte Nigers

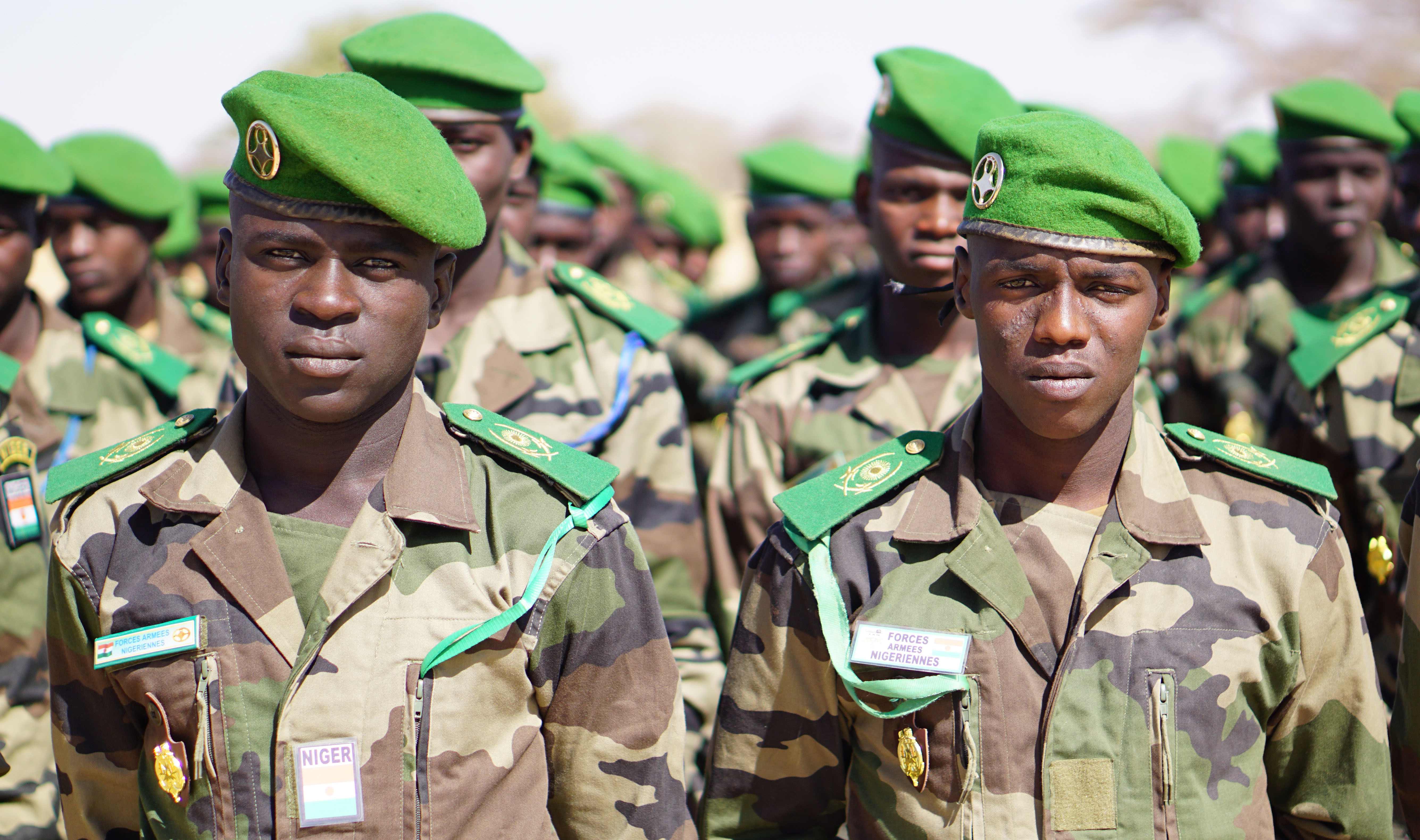
Soldaten der Streitkräfte Nigers in Diffa (2017)

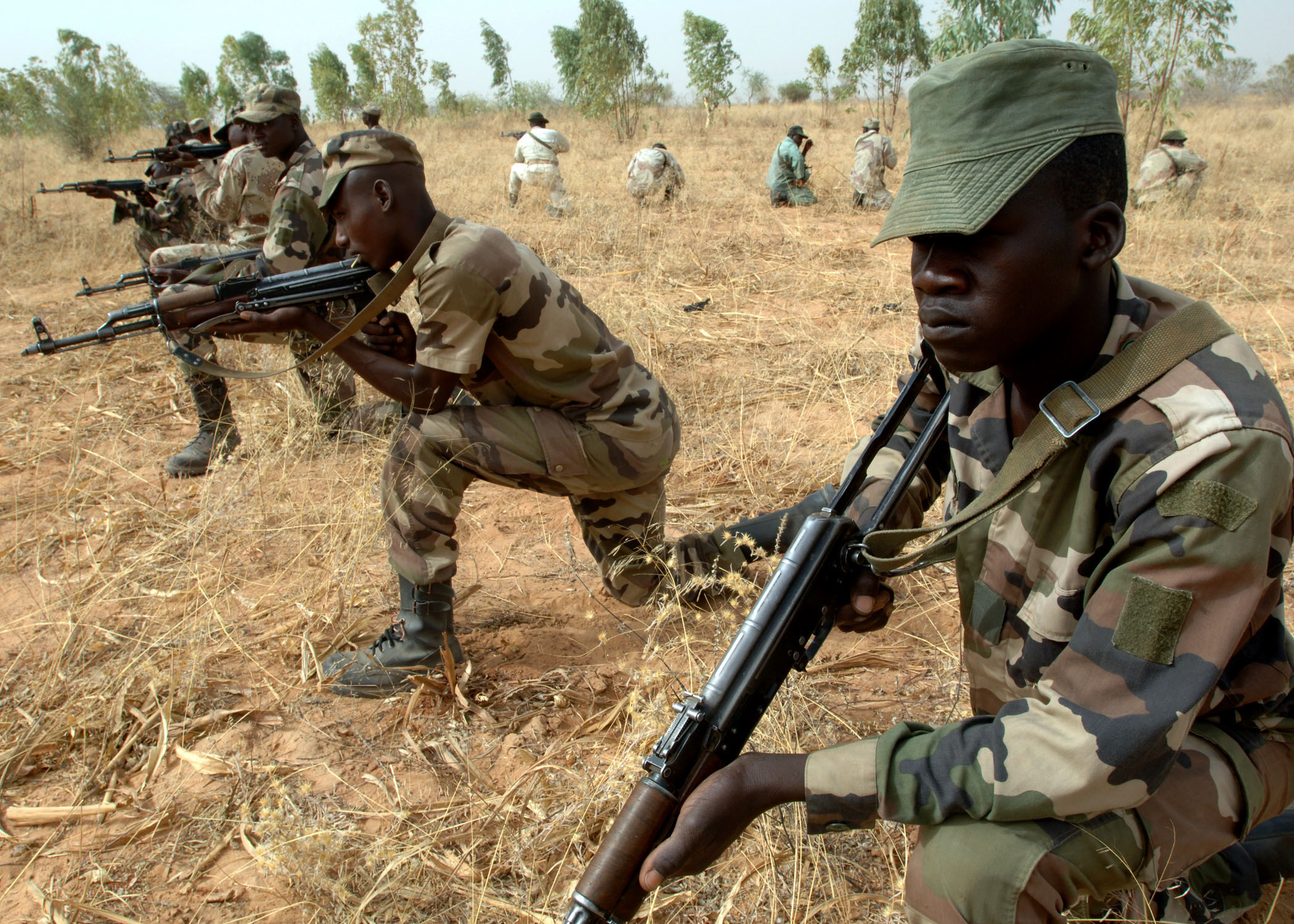
Das 322. Fallschirmspringer-Regiment der Streitkräfte Nigers bei einer Übung in Maradi (2007)

Die Streitkräfte Nigers (französisch: Forces Armées Nigériennes, kurz: FAN) sind das Militär der Republik Niger. Sie umfassen die Teilstreitkräfte des Heeres und der Luftwaffe Nigers. Zudem gehören die Nationalgendarmerie, die Nationalpolizei und die Nationalgarde Nigers zu den Streitkräften. Der Präsident Nigers ist Oberbefehlshaber der Streitkräfte.
Die FAN beteiligen sich an der Multinational Joint Task Force an der Grenze des Landes zu Nigeria. Seit 2012 sind FAN-Truppen in diesem Rahmen an der Bekämpfung des islamistischen Terrors von Boko Haram beteiligt. Sie nehmen seit 2014 an der französisch geführten Opération Barkhane teil.

## Übersicht

### Heer
Das Nigrische Heer ist die Landstreitkraft der nigrischen Streitkräfte und hat eine Personalstärke von 33.000 Soldaten. Die Bodentruppen gliedern sich in vier Aufklärungsschwadrone, 15 Infanteriebataillone, zwei Luftmanöverkompanien, eine Pionierkompanie, eine Gruppe für Logistik und eine Flugabwehrbatterie, welche in drei Militärdistrikte operieren.

#### Ausrüstung

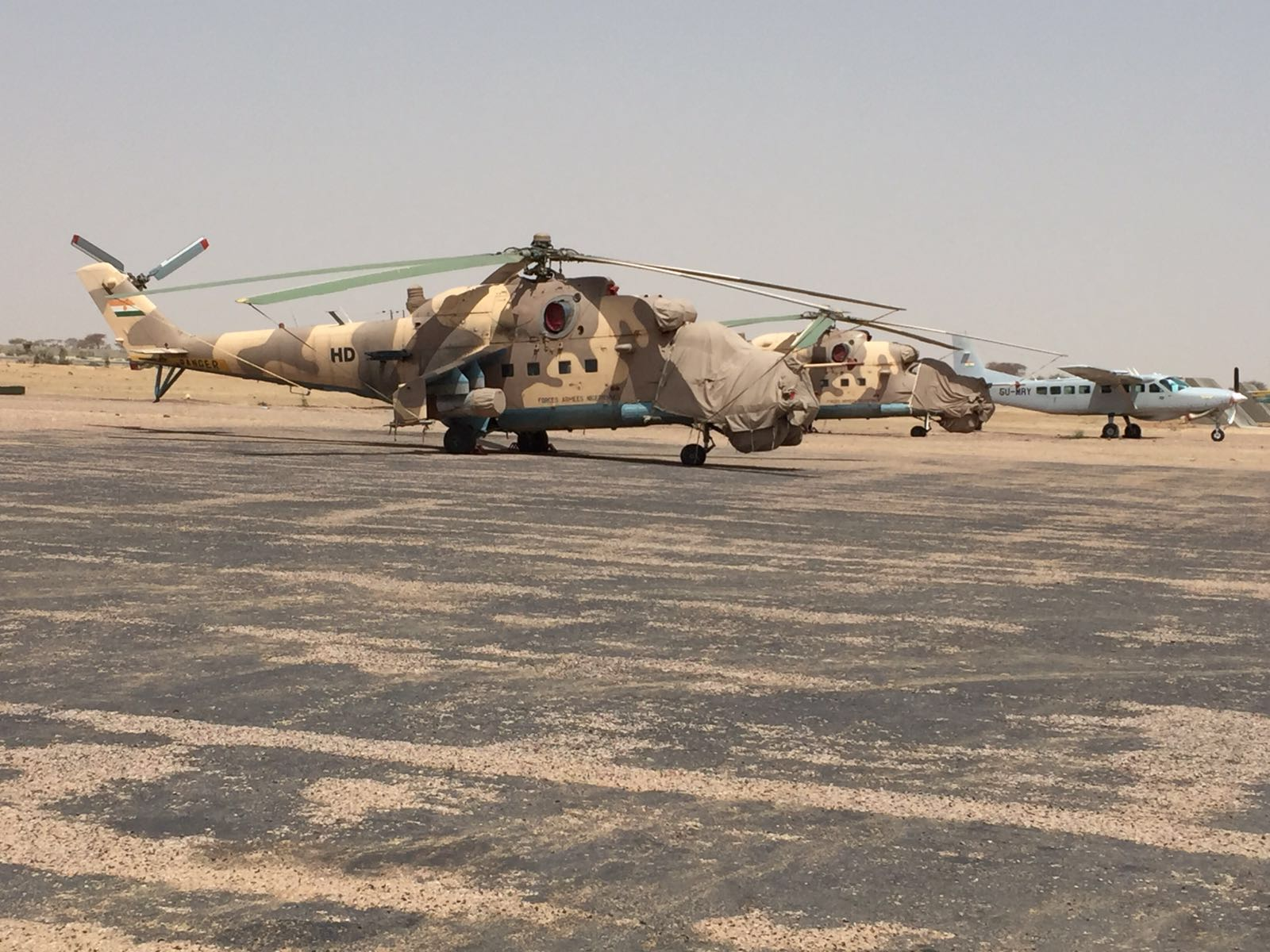
Zwei nigrische Mil Mi-24/35 Kampfhubschrauber und eine nigrische Cessna 208 in Diffa

Die Landstreitkräfte verfügen über folgende Fahrzeuge und Waffensysteme:

##### Fahrzeuge
| Typ                   | Herkunft            | Funktion                          | Version       | Anzahl |
| --------------------- | ------------------- | --------------------------------- | ------------- | ------ |
| Panhard AML           | Frankreich          | Spähpanzer                        | AML-20 AML-60 | 35     |
| Panhard AML           | Frankreich          | Spähpanzer                        | AML-90        | 90     |
| Bastion Patsas        | Frankreich          | Spähpanzer Mannschaftstransporter | ? APC         | 13+    |
| Véhicule Blindé Léger | Frankreich          | Spähpanzer                        |               | 7      |
| Panhard M3            | Frankreich          | Mannschaftstransporter            | VTT VDA       | 22 10  |
| WZ551                 | Volksrepublik China | Mannschaftstransporter            |               | 20     |
| Mamba                 | Südafrika           | MRAP                              | Mk7           | 41     |
| Puma M26-15           | Südafrika           | MRAP                              | M26-15 M36    | 21+    |

##### Waffensysteme
| Typ      | Herkunft           | Kaliber | Funktion                | Anzahl |
| -------- | ------------------ | ------- | ----------------------- | ------ |
| M20      | Vereinigte Staaten | 75 mm   | Rückstoßfreies Geschütz | 6      |
| M40      | Vereinigte Staaten | 105 mm  | Rückstoßfreies Geschütz | 8      |
| Brandt   | Frankreich         | 81 mm   | Mörser                  | 19     |
| Brandt   | Frankreich         | 120 mm  | Mörser                  | 4      |
| 2K12 Kub | Russland           |         | Fla-Raketensystem       | 2      |
|          |                    | 20 mm   | Flugabwehrkanone        | 29     |

### Luftstreitkräfte

Kokarde der nigrischen Luftstreitkräfte

Die Nigrischen Luftstreitkräfte haben eine Personalstärke von 100 Soldaten und werden vom Oberst Abdoul Kader Amirou geleitet.

#### Ausrüstung
| Luftfahrzeug        | Herkunft           | Funktion                              | Version     | Anzahl    | Anmerkungen           |
| Flugzeuge           | Flugzeuge          | Flugzeuge                             | Flugzeuge   | Flugzeuge | Flugzeuge             |
| ------------------- | ------------------ | ------------------------------------- | ----------- | --------- | --------------------- |
| Suchoi Su-25        | Sowjetunion        | Erdkampfflugzeug                      |             | 2         |                       |
| Cessna 208          | Vereinigte Staaten | Aufklärungsflugzeug Transportflugzeug |             | 2 2       |                       |
| Lockheed C-130      | Vereinigte Staaten | Transportflugzeug                     | H           | 1         |                       |
| Dornier 228         | Deutschland        | Transportflugzeug                     |             | 1         |                       |
| Beechcraft King Air | Vereinigte Staaten | Transportflugzeug                     | 350         | 1         |                       |
| Hubschrauber        |                    |                                       |             |           |                       |
| Mil Mi-24           | Sowjetunion        | Kampfhubschrauber                     | Mi-24 Mi-35 | 1         | zwei weitere bestellt |
| Mil Mi-8            | Sowjetunion        | Mehrzweckhubschrauber                 | Mi-17       | 3         |                       |
| Aérospatiale SA 342 | Frankreich         | Mehrzweckhubschrauber                 |             | 3         |                       |

## Militärische Führung

### Chefs des Generalstabes
- Demba Maïnassara (3. September 1961 – 3. Dezember 1968)
- Bala Arabé (1. Januar 1969 – 6. Juli 1973)
- Seyni Kountché (6. Juli 1973 – 31. März 1976)
- Ali Saïbou (1. April 1976 – 22. November 1987)
- Boubacar Toumba (23. November 1987 – 29. November 1991)
- Issa Maâzou (30. November 1991 – 5. Mai 1993)
- Mahamane Koraou (6. Mai 1993 – 23. Mai 1995)
- Ibrahim Baré Maïnassara (24. Mai 1995 – 26. Januar 1996)
- Hamadou Moussa Gros (12. Februar 1996 – 19. Juni 1997)
- Moussa Moumouni Djermakoye (20. Juni 1997 – 10. April 1999)
- Soumana Zanguina (11. April 1999 – 19. Juli 1999)
- Moumouni Boureima (20. Juli 1999[7] – 28. Februar 2010)
- Salou Souleymane (1. März 2010[8] – 2. Juni 2011)
- Seyni Garba (3. Juni 2011[9] – 4. Januar 2018)
- Ahmed Mohamed (5. Januar 2018[10] – 13. Januar 2020)
- Salifou Mody (13. Januar 2020[11] – 31. März 2023)
- Abdou Sidikou Issa (31. März 2023[12] – 3. August 2023)
- Moussa Salaou Barmou (seit 4. August 2023)[13]

### Korpschefs und Oberkommandanten der Nationalgendarmerie
- Garba Badié (August 1962 – Januar 1966)
- Boulama Manga (Januar 1966 – August 1975)
- Pierre Aoua (Dezember 1975 – August 1981)
- Pierre Ausseil (September 1981 – 13. Juni 1982)
- Youssoufa Maïga (14. Juni 1982 – 30. Juni 1984; erste Amtsperiode)
- Oumarou Coulibaly (1. Juli 1984 – 22. November 1987)
- Mallam Oubandawaki (23. November 1987 – 7. März 1993)
- Mounkaïla Issa (8. März 1993 – 14. Mai 1996; erste Amtsperiode)
- Youssoufa Maïga (15. Mai 1996 – 9. Mai 1997; zweite Amtsperiode)
- Salifou Tanko (10. März 1997 – 10. April 1999)
- Chékou Koré Lawel (20. April 1999 – 13. September 2002; erste Amtsperiode)
- Halidou Gado (14. Oktober 2002 – 6. Juli 2007)
- Harouna Djibo Hamani (6. Juli 2007 – 23. Mai 2010)
- Mounkaïla Issa (24. Mai 2010[14] – 11. Januar 2018; zweite Amtsperiode)
- Salifou Wakasso (12. Januar 2018[15] – 1. Dezember 2021)
- Chékou Koré Lawel (2. Dezember 2021[16] – 31. März 2023; zweite Amtsperiode)
- Mahamadou Ibrahim Bagadoma (31. März 2023[12] – 2. August 2023)
- Karimou Hima Abdoulaye (seit 3. August 2023)[17]

## Einsätze
Die nigrischen Streitkräfte beteiligten sich mit einem Infanteriebataillon (870 Soldaten) an der MINUSMA. Des Weiteren hat die Regierung weitere vier Soldaten unter der MINUSCA und vier Wehrdienstleistende unter der MONUSCO im Ausland stationiert. In der Vergangenheit beteiligte sich Niger mit 500 Soldaten an der Koalitionsstreitmacht im 2. Golfkrieg.